# Palpopleura sexmaculata
Palpopleura sexmaculata là loài chuồn chuồn trong họ Libellulidae. Loài này được Fabricius mô tả khoa học đầu tiên năm 1787.